# Stephanie Bukovec
Stephanie Cecilia Bukovec (* 22. September 1995 in Toronto, Ontario, Kanada) ist eine kanadisch-kroatische Fußballspielerin.

## Leben und Ausbildung
Bukovec wuchs zusammen mit ihren Eltern und ihren drei Geschwistern in Etobicoke auf. Ihre Mutter Helen ist gebürtige Polin, ihr Vater Boris kommt aus Slowenien. Sie besuchte von 2009 bis 2013 die Bishop Allen Academy in Queensway – Humber, einem Vorort von Etobicoke. In ihrer Jugend sowie an der High School spielte sie Basketball. Nach ihrem Schulabschluss schrieb sie sich an der Oakland University ein, wo sie Strafjustiz und Strafverfolgung studierte. Im Anschluss folgte 2015 ein Jahr an der Belmont University, ein Studium in Gesetzesvollzug.

## Vereinskarriere
Bukovec startete im Alter von acht Jahren ihre Karriere in ihrer kanadischen Heimat bei Thornhill SC in der Summer House League. Anschließend wechselte sie zu Ajax FC und führte den Verein 2010 und 2011 zur Vizemeisterschaft. 2010 holte sie zudem die Silber-Medaille im Ontario Cup. Nebenher lief sie zwischen 2009 und 2013 für die Allen Cardinals, dem Athletic Team der Bishop Allen Academy, auf. Im Herbst 2012 spielte die Torhüterin von Ajax auf Leihbasis drei Monate in der SunWomCom für Etobicoke Energy.
2013 begann sie ein Studium und lief zwei Spielzeiten der NCAA Division 2 für die Oakland Golden Grizzlies. Anschließend lief sie 2015 für ein Jahr für die Belmont Bruins auf. In dieser Zeit spielte sie in den Semesterferien der Jahre 2013 bis 2015 für Kitchener-Waterloo United in der USL W-League. 2016 folgte ihr Einsatz in der Ontario League 1 für Vaughan Azzurri, wo sie im November 2016 zur Torhüterin des Jahres gewählt wurde. Nach ihrem erfolgreichen Universitätsabschluss im Frühjahr 2017 verabschiedete sich Bukovec nach Europa und unterschrieb am 17. März 2017 in Schweden bei Töcksfors IF.
Nach dem Ende der Saison 2017 in Schweden, wechselte Bukovec in die Eredivisie zu PEC Zwolle, wo sie am 10. November 2017 gegen PSV/FC Eindhoven in einem 3:1-Sieg, ihr Debüt gab. Am 25. Juli 2018 wechselte sie nach Island zu Þór/KA, wo sie 2 Tage später mit einem Spiel ohne Gegentor, ihr Debüt in einem 2:0 gegen IB Vestmannaeyja feierte.

## Internationale Karriere
Bukovec wurde am 22. Juli 2017 erstmals in die Kroatische Fußballnationalmannschaft der Frauen für ein Freundschaftsspiel gegen die Jordanische Fußballnationalmannschaft der Frauen berufen. Sie debütierte am 19. Oktober 2017 im WM-Qualifikationsspiel gegen die Ungarische Fußballnationalmannschaft der Frauen in einem 2:2-Unentschieden. Bukovec lief seither in zwei Länderspielen auf und kassierte hierbei sechs Gegentore.

## Erfolge
Ontario Cup
- 2010, 2011 & 2012

Ontario League 1 Torhüterin des Jahres
- 2016

### Freestylerin
Bukovec gehört seit 2013 zum Freestyle Fußball Team Kanadas und trat im Rahmen, von Promo Terminen für die U-20-Fußball-Weltmeisterschaft der Frauen 2014 und FIFA Frauen-Weltmeisterschaft 2015 in Kanada auf.